# La Cesira
La Cesira é um município da província de Córdova, na Argentina.